# Surviving Mars
Surviving Mars est un jeu vidéo de simulation de construction de ville se déroulant sur la planète Mars à partir de données réelles.
Un des objectifs de Surviving Mars est de survivre sur la planète en y installant et développant une colonie. Le joueur devra être attentif à toute atteinte à la survie de la colonie. A cela s'ajoute la possibilité de terraformer la planète Mars.
Il a été développé par Haemimont Games et est édité par Paradox Interactive. Le jeu est sorti le 15 mars 2018 sur Windows, Linux, MacOS, PlayStation 4 et Xbox One.

## Principe du jeu
Le joueur devra coloniser la planète Mars et assurer la survie des colons. Il pourra aussi tenter des défis comme, par exemple, exporter 500 unités de métaux rares sur Terre avant le sol 100.
Dans Surviving Mars, le joueur gère la production des ressources qui fourniront les ressources nécessaires à l'édification des bâtiments comme les dômes qui accueilleront les colons.
Durant une partie, une des nombreuses lignes narratives, appelées mystères, se déclenchera à diverses étapes et perturbera les colons et l'environnement. Fléaux, guerre, colonies rivales, révolte contre l'IA, extraterrestre, etc. En plus de cela, la zone pourra être affectée par diverses catastrophes naturelles telles qu'une vague de froid, une chute de météorites, un séisme...
Si le jeu n'a pas de scénario à proprement parler, il donne néanmoins la possibilité de choisir un « mystère » en début de partie. Chaque mystère correspond à une quête qui se déclenche lorsque la colonie comporte un certain nombre d'habitants. Les mystères sont des quêtes scénarisées, faisant souvent intervenir un élément alien, tel que les reliquats d'une ancienne civilisation martienne.

### Avant de démarrer
Pour ce faire, le joueur sélectionne un des 13 sponsors, parmi lesquels on peut citer : les États-Unis, l'Europe, la Russie ou bien encore Space Y. Ce dernier sponsor est une référence à la société SpaceX qu'Elon Musk a créée et qui prévoit d'aller sur Mars. Les sponsors donnent un objectif principal et différents bonus, chaque sponsor offre également un niveau de difficulté différent. Ensuite, le joueur sélectionne, tout comme dans le jeu Tropico du même studio, un des 12 profils de commandant dont divers bonus sont indiqués. Enfin, le joueur peut ou non choisir un des 12 mystères qui offrent une histoire différente à la partie,.
Le joueur sélectionne l'emplacement d'arrivée sur la planète Mars. Chaque endroit donne un niveau de difficulté différent.

## Établissement et extraction
Seule une fusée inhabitée atterrit avec du matériel de base (et selon le sponsor). Les drones et les premiers véhicules établiront la tête de pont en construisant certains bâtiments dont le dôme, un générateur d'oxygène, un hydro-extracteur (en aspirant l'air raréfié ou en plaçant un extracteur d'eau), ou récolteront du métal accessible. Tout cela ne pourra se faire sans la pose de panneau solaire, d'accumulateur, d'éolienne ou même d'un générateur Stirling.
Après cette préparation, les colons arrivent, s'installent et devront survivre au-delà du cap des 10 sols (jour martien de 24 h 40 env.) ou bien d'une naissance. Cette naissance signalera un jalon atteint et celui-ci fournira un bonus de points de recherche.
Les ressources relativement accessibles sont : l'eau, le béton, le métal, le métal rare (pour l'électronique ou bien destiné à la Terre contre des dollars). Des missions, le vent, l'émanation solaire et même des découvertes scientifiques à rechercher en surface et aussi les fusées en provenance de la Terre, fourniront aussi du matériel, du préfabriqué, des colons. Ils pourront ou non posséder une seule des 6 spécialisations (ingénieur, scientifique, docteur, botaniste, géologue, agent) et ils auront un ou plusieurs talents et/ou défauts.

## Missions
Certaines recherches débloqueront des missions à réaliser ailleurs sur Mars, et ce, avec une fusée ravitaillée du nécessaire. Elles offriront des découvertes scientifiques, des ressources et, pour la terraformation, de l'eau, de l'air ou de la chaleur et même une amélioration de la végétation (pour le contenu Green Planet).

## Recherche et développement
Chaque branche de technologie est dédiée à un aspect du jeu. Sur chacune, vingt recherches sont accessibles progressivement (ou débloquée par des découvertes sur le terrain) et seront mélangées entre elles dans quatre sous-ensembles :
- biotechnologie (bien-être, alimentation et système de survie humaine) ;
- ingénierie (production, environnement, logistique...) ;
- robotique (usines, drones et navettes volantes...) ;
- physique (énergie, détection, protection météorites, amélioration...) ;
- social (interactions humaines) ;
- avancées (20 sur les 55 technologies accessibles selon le choix de la partie) ;
- terraformation (extension Green Planet).

Comme tous les jeux de son genre, un édifice et des colons scientifiques devront s'affairer à la recherche. A la génération des points de recherche, des colons non scientifiques rechercheront avec un malus. Le sponsor, un génie et d'autres choses pourront ajouter des points de recherche.

## Contenu téléchargeable (DLC)
Contenus principaux ajoutés depuis la parution du jeu :
- Space Race (sortie le 15 nov. 2018) : ajout de concurrents sur la planète Mars, des événements narratifs, véhicules, bâtiments, sponsors et de nouveaux objectifs et récompenses.
- Project Laika (16 mai 2019) : ajout de la gestion des animaux domestiques et d'élevage.
- Green Planet (planète verte, sortie aussi le 16 mai 2019) : ajoute, en milieu et fin de la partie, la terraformation. Une arborescence technologique du même nom a été ajoutée. Le modelage du terrain se fera avec des drones (robots terrestres) ou un Dozer (pelleteuse).
- Season Pass (15 mars 2018) : regroupe les contenus indiqués et les prochains imminents. Dans cette édition 2018-2019, les trois contenus ci-dessus.

## Développement
Surviving Mars est une fiction basée sur les sciences plausibles existantes. Les développeurs ont utilisé des photographies de la NASA pour réaliser la cartographie de la planète Mars. De ce fait, la planète du jeu est à 80 % similaire à celle de la planète.